# Christian Lopez
Pour les articles homonymes, voir Lopez.
Ne doit pas être confondu avec Cristian López.
Christian Lopez, né le 15 mars 1953 à Aïn Témouchent en Algérie, est un footballeur (libéro) français. Joueur de l'équipe de France et de l'AS Saint-Étienne, il était célèbre pour ses tacles et son jeu de tête.

## Biographie

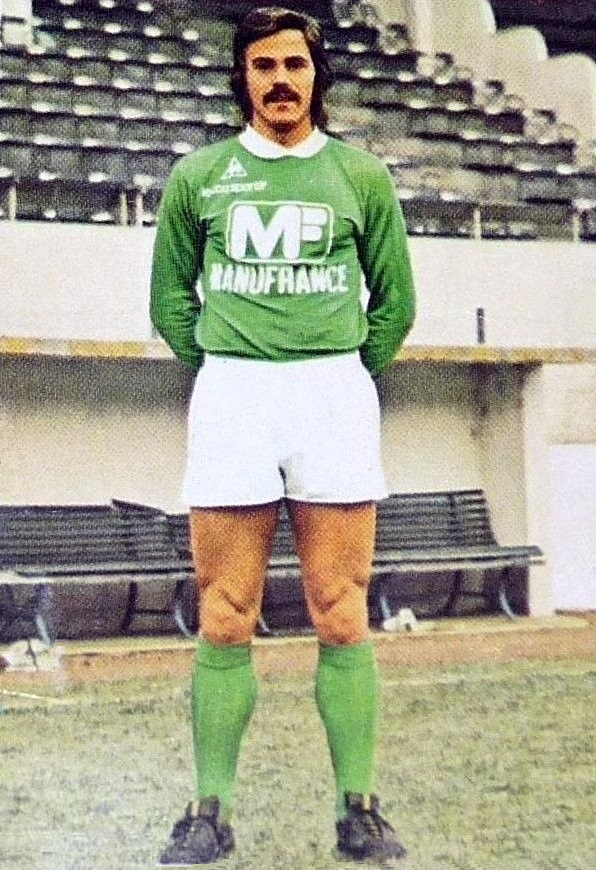
Christian Lopez en 1973.

Christian Lopez débute le football à l'Association Sportive de Rocheville, à l'âge de 11 ans, encouragé par un camarade de classe. Il est ensuite détecté par le biais de l'Opération Guérin (successeur du Concours du Jeune Footballeur) et est sélectionné en équipe de France junior. Pierre Garonnaire, le  légendaire recruteur de l'AS Saint-Etienne le recrute chez les Verts. Lopez partage alors un appartement avec Christian Sarramagna, Alain Merchadier et Jacques Santini, recrutés eux-aussi par Garonnaire. Lopez entre dans l'histoire du football français lors du quart de finale de la Coupe d'Europe des Clubs champions en 1976 contre le Dynamo Kiev où, revenu de nulle part, il empêche Oleg Blokhine de marquer le but qui aurait probablement éliminé Saint-Étienne alors que celui-ci était seul face à Ivan Curkovic. Sur la contre-attaque, les Verts ouvrent le score, se qualifiant 3-0 au terme d'un match devenu mythique dans la légende de Saint-Etienne. Il est également l'auteur du tir au but arrêté par Dominique Baratelli qui donne la Coupe de France au PSG en 1982. Après son séjour chez les Verts (1969 à 1982), il est annoncé à l'AS Monaco ou au Servette de Genève mais, sur les conseils de son coéquipier en Bleu Gérard Soler, il est transféré à Toulouse, promu en D1, où il signe un contrat de 4 ans avec une promesse de reconversion. En conflit avec l'entraîneur Daniel Jeandupeux et blessé, il est "poussé" dehors en 1985.
Il termine sa carrière professionnelle à Montpellier, en 2e division, où une proposition de reconversion lui a été faite mais, en conflit avec Michel Mézy, son entraineur et dirigeant de la société de Louis Nicollin, il met fin à sa carrière et « rentre chez lui » à Saint-Étienne. Il annonce toucher 90 000 francs mensuels à cette époque.
Il s'engage avec le club de Montélimar comme entraineur-joueur puis quitte ses fonctions pour devenir commercial dans les assurances, dans la région toulousaine.
Il entraîne un petit club de la banlieue de Toulouse pendant 5 ans.
Revenu habiter Le Cannet, il fait un passage en Corse dans un des meilleurs clubs amateurs de France, puis il est embauché en 1999 comme éducateur au centre de formation et entraineur de l'équipe réserve de l'AS Cannes. Il y deviendra responsable du centre de formation jusqu'à la perte du statu pro du club, en 2004. En mars 2002, à la suite de deux sessions de stage et d'une semaine d'examens, il est admis au certificat de formateur de football (CFF).
Employé au service des sports de la mairie du Cannet où officie aussi l'ancien pro monégasque Bruno Bellone (service dirigé par l'ex pilote automobile Patrick Tambay), il prend en main les destinées du club de l'ES Cannet-Rocheville qu'il fait monter en CFA2 à l'issue de la saison 2007-2008. En 2011, il est nommé directeur du club.
Christian Lopez est également consultant football pour Eurosport.

## En Equipe de France
Avec 39 sélections (dont 34 titularisations), Christian Lopez est l'un des défenseurs les plus capés de la période 1975-1982, d'abord sélectionné par Ștefan Kovács puis par Michel Hidalgo. Il est souvent associé en charnière centrale à Marius Trésor qu'il considère comme "le meilleur défenseur Français". Il dispute la Coupe du Monde 1978 (2 matchs, dont 1 but contre la Hongrie) et la Coupe du Monde 1982 (4 matchs), durant laquelle il joue peu, étant, selon lui, victime collatérale de la brouille entre Michel Platini et Jean-François Larios, son compagnon de chambre et coéquipier à l'AS Saint-Etienne. Il porte le brassard de capitaine lors de 9 sélections, notamment lors du match contre l'Allemagne de l'Ouest, contre son idole Franz Beckenbauer.

## Carrière
- Avant 1969 : Association Sportive de Rocheville ( France)
- 1969-1982 : AS Saint-Étienne ( France)
- 1982-1985 : Toulouse FC ( France)
- 1985-1986 : Montpellier La Paillade SC ( France)[6]

## Palmarès

### Avec l'AS Saint-Étienne
- Champion de France en 1974, 1975, 1976 et 1981
- Vainqueur de la Coupe de France en 1974, 1975 et 1977
- Finaliste de la Coupe d'Europe des Clubs Champions en 1976
- Vice-champion de France en 1982
- Finaliste de la Coupe de France en 1981 et 1982

### En équipe de France
- 39 sélections et 1 but entre 1975 et 1982 (9 fois capitaine)[1]
- Participation à la Coupe du Monde en 1978 (Premier Tour) et en 1982 (4e)